# 911 Fire Rescue
911 Fire Rescue est un jeu vidéo de tir à la première personne développé par Sunstorm Interactive et édité par WizardWorks Software, sorti en 2001 aux États-Unis sur Windows.

## Accueil
- GameSpot : 5,8/10[1]
- IGN : 5,5/10[2]